# Microtyran à face blanche
Poecilotriccus albifacies
Espèce
Synonymes
- Todirostrum albifacies[1]

Statut de conservation UICN

 LC  : Préoccupation mineure
Le Microtyran à face blanche (Poecilotriccus albifacies), aussi appelé Todirostre à face blanche ou Tyranneau à menton blanc, est une espèce de passereau de la famille des Tyrannidae,.

## Distribution
Cet oiseau vit au sud-est du Pérou (départements de Madre de Dios et de Cuzco), à l'ouest du Brésil (État de l'Acre) et au nord de la Bolivie (département de Pando),,.

## Systématique
Cette espèce est monotypique selon la classification de référence du Congrès ornithologique international (version 9.1, 2019).